# Découplage (automatique)
Pour les articles homonymes, voir Découplage.
En automatique, dans la perspective de régler un système dont l'état est caractérisé par plusieurs variables, le but du découplage est de transformer la fonction de transfert ou la représentation d'état afin de pouvoir commander chaque sortie indépendamment des autres.

## Problématique
Soit le système multivariables linéaire caractérisé par les relations temporelles suivantes :
{\displaystyle {\dot {x}}(t)=A\,x(t)+B\,u(t)}
{\displaystyle y(t)=D\,x(t)}
où le vecteur d’état {\displaystyle x} est de dimension {\displaystyle m} et où les vecteurs d’entrée {\displaystyle u} et de sortie {\displaystyle y} sont tous deux de dimension {\displaystyle n}. Les tailles respectives des matrices (à coefficients constants) correspondent naturellement à celles des vecteurs.
Le découplage consiste à trouver un correcteur pour l’asservissement tel que, commandé en mode de rétroaction, il permette d’affecter une valeur de consigne propre à chaque sortie.

## Approche par la matrice de transfert
En boucle ouverte, la fonction de transfert est la matrice carrée {\displaystyle F(p)\ } de taille {\displaystyle n} telle que, dans l’espace de Laplace, l’équation du système s’écrive :
{\displaystyle Y(p)=F(p)\,U(p).}
Appelée matrice de transfert, elle est définie par la relation
{\displaystyle F(p)=C\,(pI-A)^{-1}\,B+D.}

Après avoir inséré un bloc correcteur en amont de l’entrée, soit un processus à déterminer dont la fonction de transfert est une matrice {\displaystyle C(p)\ } de taille {\displaystyle n}, le contrôle en boucle fermée conduit à la relation
{\displaystyle Y(p)=F_{BF}(p)\,Y_{c}(p)} où
{\displaystyle F_{BF}(p)=[I+F(p)\,C(p)]^{-1}\,F(p)\,C(p)}
est la matrice de transfert en boucle fermée et où {\displaystyle Y_{c}(p)\ } désigne la consigne.

Le découplage est l’opération consistant à trouver {\displaystyle C(p)\ } de sorte que la forme de {\displaystyle F_{BF}(p)\ } soit diagonale.
Soit {\displaystyle \Omega (p)\ } une matrice diagonale dont les termes sont les {\displaystyle \lambda _{i}(p)\ }, {\displaystyle 1\leqslant i\leqslant n}.
Ainsi, le correcteur {\displaystyle C(p)\ } devrait vérifier
{\displaystyle [I+F(p)\,C(p)]^{-1}\,F(p)\,C(p)=\Omega (p)}
soit
{\displaystyle C(p)=F(p)^{-1}\ \Omega (p)\ [I-\Omega (p)]^{-1}.}

## Approche par la représentation d'état
Notons {\displaystyle d_{k}\ } le vecteur de dimension {\displaystyle m} dont les composantes correspondent aux éléments de la k ème ligne de {\displaystyle D\ .} La relation liant {\displaystyle y(t)\ } à {\displaystyle x(t)\ } s’écrit alors
{\displaystyle y(t)={\begin{bmatrix}y_{1}(t)\\\vdots \\y_{n}(t)\end{bmatrix}}={\begin{bmatrix}d_{1}^{T}\\\vdots \\d_{n}^{T}\end{bmatrix}}x(t).}

Considérons la composante {\displaystyle y_{k}(t)\ } :
{\displaystyle y_{k}(t)=d_{k}^{T}\,x(t)}
implique
{\displaystyle {\dot {y}}_{k}(t)=d_{k}^{T}\,{\dot {x}}(t)=d_{k}^{T}\,A\,x(t)+d_{k}^{T}\,B\,u(t).}

Si {\displaystyle d_{k}^{T}\,B=0,} alors {\displaystyle {\dot {y}}_{k}(t)=d_{k}^{T}\,A\,x(t),}
ce qui implique
{\displaystyle {\ddot {y}}_{k}(t)=d_{k}^{T}\,A\,{\dot {x}}(t)=d_{k}^{T}\,A^{2}\,x(t)+d_{k}^{T}\,A\,B\,u(t).}

Si {\displaystyle d_{k}^{T}\,A\,B=0,} alors {\displaystyle {\ddot {y}}_{k}(t)=d_{k}^{T}\,A^{2}\,x(t),}
le processus peut se poursuivre.

Dans ce même esprit, soit {\displaystyle j_{k}} le plus petit entier positif ou nul tel que {\displaystyle d_{k}^{T}\,A^{j_{k}}\,B\not =0.}
Alors {\displaystyle y_{k}^{(j_{k}+1)}(t)=d_{k}^{T}\,A^{j_{k}+1}\,x(t)+d_{k}^{T}A^{j_{k}}\,B\,u(t).}

Ces égalités permettent de définir {\displaystyle {\hat {y}}(t)} satisfaisant la relation
{\displaystyle {\hat {y}}(t)={\begin{bmatrix}y_{1}^{(j_{1}+1)}(t)\\\vdots \\y_{n}^{(j_{n}+1)}(t)\end{bmatrix}}={\begin{bmatrix}d_{1}^{T}\,A^{j_{1}+1}\\\vdots \\d_{n}^{T}\,A^{j_{n}+1}\end{bmatrix}}x(t)+{\begin{bmatrix}d_{1}^{T}\,A^{j_{1}}\\\vdots \\d_{n}^{T}\,A^{j_{n}}\end{bmatrix}}\,B\,u(t)}
qui s’écrit sous la forme synthétique suivante :
{\displaystyle {\hat {y}}(t)=F\,x(t)+L\,u(t),}
{\displaystyle L\ } étant une matrice carrée de taille {\displaystyle n}.
Si {\displaystyle L\ } est inversible, alors
{\displaystyle u(t)=L^{-1}\,[{\hat {y}}(t)-F\,x(t)]}
et le découplage est possible.
Dans ce cas, le système découplé se réduit à des sous-systèmes qui, dans l’espace de Laplace, s’expriment par :
{\displaystyle {\frac {Y_{k}(p)}{{\hat {Y}}_{k}(p)}}=p^{-(j_{k}+1)},}
chacun d’eux correspondant à un processus d’intégrations successives.